# Escrime à l'Universiade d'été de 2013
Pour des articles plus généraux, voir Escrime aux Universiades et Universiade d'été de 2013.
Navigation
Shenzhen 2011 Gwangju 2015
Les épreuves d'escrime de l'Universiade d'été de 2013 se déroulent au Kazan Equestrian Complex Indoor Hall, à Kazan, en Russie, du 7 au 12 juillet 2013. 12 titres sont attribués, un pour chaque arme, individuelle et par équipes. La Russie est la nation la plus médaillée avec onze médailles dont six en or.

## Résultats

### Podiums masculins
| Épreuve             | Or                                                                                    | Argent                                                                              | Bronze                                                                               |
| ------------------- | ------------------------------------------------------------------------------------- | ----------------------------------------------------------------------------------- | ------------------------------------------------------------------------------------ |
| Épée individuel     | Dong Chao                                                                             | Ruslan Kurbanov                                                                     | Max Heinzer Tristan Tulen                                                            |
| Sabre individuel    | Kamil Ibragimov                                                                       | Luigi Angelo Miracco                                                                | Massimiliano Murolo Veniamin Reshetnikov                                             |
| Fleuret individuel  | Alexey Cheremisinov                                                                   | Son Young-ki                                                                        | Daniele Garozzo Edoardo Luperi                                                       |
| Épée par équipes    | France- Alexandre Blaszyck - Yannick Borel - Alex Fava - Daniel Jérent                | Chine- Chen Yadong - Dong Chao - Jiang Chenyang - Li Hua                            | Kazakhstan- Dmitriy Alexanin - Elmir Alimzhanov - Dmitriy Gryaznov - Ruslan Kurbanov |
| Sabre par équipes   | Russie- Kamil Ibragimov - Nikolay Kovalev - Nikita Proskura - Veniamin Reshetnikov    | Italie- Francesco Darmiento - Luigi Miracco - Massimiliano Murolo - Riccardo Nuccio | France- Fabien Ballorca - Tristan Laurence - Romain Miramon Choy - Arthur Zatko      |
| Fleuret par équipes | Russie- Artur Akhmatkhuzin - Aleksey Cheremisinov - Renal Ganeyev - Alexey Khovanskiy | Italie- Tobia Biondo - Alessio Foconi - Daniele Garozzo - Edoardo Luperi            | France- Benoît Journet - Enzo Lefort - Vincent Simon - Jean-Paul Tony Helissey       |

### Podiums féminins
| Épreuve                                 | Or                                                                                                | Argent                                                                               | Bronze                                                                                   |
| --------------------------------------- | ------------------------------------------------------------------------------------------------- | ------------------------------------------------------------------------------------ | ---------------------------------------------------------------------------------------- |
| Epée individuel                         | Shin A-lam                                                                                        | Sun Yiwen                                                                            | Simona Pop Marie-Florence Candassamy                                                     |
| Sabre individuel                        | Olga Kharlan                                                                                      | Kim Ji-yeon                                                                          | Ekaterina Dyachenko Galyna Pundyk                                                        |
| Fleuret individuel                      | Inna Deriglazova                                                                                  | Larisa Korobeynikova                                                                 | Alice Volpi Diana Yakovleva                                                              |
| Épée par équipes                        | France- Marie-Florence Candassamy - Joséphine Jacques-André-Coquin - Auriane Mallo - Lauren Rembi | Corée du Sud- Choi Eun-sook - Choi In-jeong - Shin A-lam                             | Ukraine- Anastasia Ivchenko - Olena Kryvytska - Kseniya Pantelyeyeva - Anfisa Pochkalova |
| Sabre par équipes                       | Corée du Sud- Kim Ji-yeon - Lee Ra-jin - Lee Woo-ree                                              | Italie- Benedetta Baldini - Martina Petraglia - Lucrezia Sinigaglia - Loreta Gulotta | Russie- Ekaterina Dyachenko - Yana Egorian - Dina Galiakbarova - Yuliya Gavrilova        |
| Fleuret par équipes résultats détaillés | Russie- Yulia Biryukova - Inna Deriglazova - Larisa Korobeynikova - Diana Yakovleva               | Italie- Valentina de Costanzo - Francesca Palumbo - Alice Volpi - Martina Batini     | Pologne- Marta Łyczbińska - Monika Paliszewska - Emilia Rygielska - Martyna Synoradzka   |

## Tableau des médailles
| Rang  | Nation       | Or | Argent | Bronze | Total |
| ----- | ------------ | -- | ------ | ------ | ----- |
| 1     | Russie       | 6  | 1      | 4      | 11    |
| 2     | Corée du Sud | 2  | 3      | 0      | 5     |
| 3     | France       | 2  | 0      | 3      | 5     |
| 4     | Chine        | 1  | 2      | 0      | 3     |
| 6     | Italie       | 0  | 5      | 4      | 9     |
| 7     | Kazakhstan   | 0  | 1      | 1      | 2     |
| 8     | Pays-Bas     | 0  | 0      | 1      | 1     |
| 8     | Pologne      | 0  | 0      | 1      | 1     |
| 8     | Roumanie     | 0  | 0      | 1      | 1     |
| 8     | Suisse       | 0  | 0      | 1      | 1     |
| Total | Total        | 12 | 12     | 18     | 42    |